# تمنيكوف
تمنيكوف (بالروسية: Темников) هي إحدى مدن روسيا في الكيان الفدرالي الروسي موردوفيا.